# Geghadir, Kotayk
Geghadir là một đô thị thuộc tỉnh Kotayk, Armenia. Dân số ước tính năm 2011 là 725 người.